# 1541
Évszázadok: 15. század – 16. század – 17. század
Évtizedek: 1490-es évek – 1500-as évek – 1510-es évek – 1520-as évek – 1530-as évek – 1540-es évek – 1550-es évek – 1560-as évek – 1570-es évek – 1580-as évek – 1590-es évek
Évek: 1536 – 1537 – 1538 – 1539 –  1540 – 1541 – 1542 – 1543 – 1544 – 1545 – 1546

## Események

### Határozott dátumú események
- február 12. – A tordai országgyűlésen fegyverszünetet kötnek az erdélyi Szapolyai- és Habsburg-hívek.[1]
- március 20. – A Fráter György hívására jött törökök Pestet ostromolják.
- április 4. – A Pestet védő cseh–magyar–osztrák sereg visszavonulásra kényszeríti a szendrői béget.
- április 24. – Saharti csata
- május 4. – Buda ostroma.
- június 1. – A magyar főurak – a kalocsai érsek, az országbíró és a horvát bán vezetésével – Regensburgban segítséget kérnek a török ellen V. Károly német-római császártól, aki viszont kitérő választ ad.
- június 19. – A török-moldvai sereg bekeríti Fogarast.
- július 10. – I. Szulejmán szultán előhada Buda alá érkezik.
- július 20. – Majláth István erdélyi vajda török fogságba esik.[2]
- augusztus 21. – A törökök megsemmisítik a Budát ostromló osztrákokat.
- augusztus 29. – A törökök csellel elfoglalják Buda várát,[3] Török Bálint nándorfehérvári bán híres törökverőt, a gyermek király gyámját kíséretével együtt elfogják. (A magyar főúr haláláig a Héttoronyban raboskodik („Fekete leves”). Buda egészen 1686. szeptember 2-ig marad török kézen.)
- szeptember 13. – Kálvin János három év száműzetés után visszatérhet Genfbe és szabad kezet kap, hogy új alapokon megszervezze egyházát, amely vallási irányzat kálvinizmusként ismert.
- december 24. – I. Ferdinánd a 34 éves Zrínyi Miklós grófot nevezi ki Horvátország és Szlavónia bánjának.[4]
- december 29. – Ferdinánd követei és Fráter György Gyalu várában egyezséget kötnek a váradi szerződés végrehajtásáról.[5] (Izabella magyar királyné átadja fia országrészét és a Szent Koronát, cserébe visszakapta a szepesi Szapolyai-birtokokat.)

### Határozatlan dátumú események
- augusztus eleje – Fráter György nem engedi be Budára V. Károly követeit.
- szeptember közepe – A török Pécs ostromával kísérletezik.
- az év folyamán –
  - VIII. Henrik Írország királyává koronáztatja magát.[6]
  - Santiago de Chile megalapítása.
  - Az első európai felfedező, a spanyol Álvar Núñez Cabeza de Vaca eljut az Iguazú-vízeséshez.[7]
  - Isztambulban leég a Topkapı palota régi része, majd Szulejmán felesége, Hürrem szultána áthelyezi székhelyét az új palotába. Ezzel megkezdődik a mintegy 130 évet átfogó időszak, melyet a nők szultanátusaként emlegetnek.
- nyárutó – Szulejmán szultán Buda székhellyel új vilájetet alapít, a Habsburg-konfrontációtól távolabb eső Erdélybe a csecsemő Szapolyai János Zsigmondot, a Temesközbe Perényi Pétert, a Tiszántúlra pedig Fráter Györgyöt nevezi ki formálisan oszmán szandzsákbégnek.[8]

## Születések
- El Greco, görög származású spanyol festő († 1614)
- március 25. – Francesco de’ Medici, Toscana nagyhercege († 1587)

## Halálozások
- június 1. – Zárai Jeromos diplomata és katona, Buda ostroma közben hal meg (* ?)
- június 26. – Francisco Pizarro, Peru meghódítója (* 1478 körül)
- augusztus 25. – Wilhelm von Roggendorf osztrák generális (* 1481)
- szeptember 24. – Paracelsus orvos, csillagjós (* 1493)